# Ifjúmunkás Matiné
Az Ifjúmunkás Matiné a romániai KISZ magyar nyelvű lapja, az Ifjúmunkás olvasókapcsolatának egyik formájaként 1967. március 26-án marosvásárhelyi előadással indult. 
I. sorozatának vezetője Matekovics János volt. Közérdekű, a fiatalok erkölcsi nevelését szolgáló rendezvényei fokozatosan irodalmi jelleget öltöttek. 
A II. sorozat 1976. július 25-én kezdődött Csíkszeredában, s a hetilap fogadónapjainak tapasztalatait gyümölcsöztetve a fiatalok kedvelt közművelődési formájává vált. Vezetője Tar Károly volt.
Az ország különböző helységeiben tartott 60 előadás középpontjában egy-egy időszerű kérdés volt, a vers, a folk-zene és a játék hármas ötvözetében bemutatva. A Szülőföld, a Homo faber, a Mi, együtt, a Mi fiatalok és az Itt és mit? c. matinék érdeme, hogy a fiatalok különböző kategóriáit egymás mellé állította az apolitizálás ellen, s távlatot nyitott a közreműködésre felkért magyar művészegyütteseknek. 
Az Ifjúmunkás Matiné számos költőt és írót, félszáznál több kezdő tollforgatót és kétszáznál több hivatásos és műkedvelő színészt foglalkoztatott. Irodalmi pályázatot indított Szülőföld, munka, testvériség és fotópályázatot Fiatalok címmel. 
Országszerte baráti köröket alakított, és ösztönzött közművelődési tevékenységre. Táncház-mozgalmuk is az 1977. év végi háromszéki turnén kezdődött, ahol az Ördögszekér együttes muzsikájára Zakariás Erzsébet és Könczei Árpád széki táncot tanított (Ifjúmunkás, 1977/48). A sepsiszentgyörgyi első táncházasok is úgy emlékeztek, hogy ennek hatására kezdtek rendszeresen járni vonattal a Barozda együttes heti rendszerességgel megtartott csíkszeredai táncházába, míg létre nem jött a saját sepsiszentgyörgyi táncházuk. A Barozda együttes első fellépései között szerepelt 1977 februárjában egy Zsíl völgyi turné az Ifjúmunkás matiné műsorával, majd 1979 december 8-án a bukaresti Petőfi Sándor Művelődési Házban szintén egy Ifjúmunkás-matinén szerepeltek népzenei műsorral.
Az Ifjúmunkás Matiné keretében zajlott a televízió, a kolozsvári rádió, a Korunk, Művelődés és Igazság segítségével rendezett kolozsvári táncház-találkozó (1981); amikor a Korunk szerkesztőségében tapasztalatcserére gyűltek egybe a romániai magyar nyelvű lapok ifjúsági rovatainak szerkesztői. 
Az Ifjúmunkás Matiné III. sorozatát Varga József főszerkesztő vezette.

## Kapcsolódó információk
- Molnár H. Lajos–Cseke Gábor: Az újjászületett Ifjúmunkás Matiné. Ifjúmunkás, 1976/30.
- Tar Károly: "Mondom, hogy ország..." Ifjúmunkás, 1976/49;
- Tar Károly: Mit akarunk? Emlékfüzet az 50. új matiné alkalmából. 1979 május.
- Pataki László: Táncházműsort láttunk. Ifjúmunkás, 1981/16.